# Пентекост
Пентекост (на езика Бислама Pentecost, в превод Петдесетница) е остров в Тихи океан разположен в архипелага Нови Хебриди с площ 491 км2. Намира се на разстояние 190 км от столицата Порт Вила на остров Ефате. Съгласно административното деление на Република Вануату островът е включен в провинция Пенама.

## История
Островът е открит на 22 май 1768 г. от френския мореплавател Луи Антоан де Бугенвил, който му дава и името Пентекост.

## География
Този живописен планински остров се простира по посока север – юг на дължина 60 км. Скалистите му хребети разделят дъждовната източна половина от по-сухото западно крайбрежие. Най-висока точка на острова е връх Вулмат – 947 м. Чудесно място за гмуркане под вода е района Лаоне, а за разходка – изкачването на планината Вулмат или на скалистите масиви на югозападния бряг, от които при хубаво време се виждат съседните острови. Интерес представляват и горещите извори на Хотуата.
Земетресението от месец ноември 1999 г., с епицентър в южните части на Тихи океан със сила 7,3 по скалата на Рихтер предизвиква цунами, които нанасят големи разрушения върху Пентекост. По данните на сеизмолозите, това е най-силно регистрираното земетресение до този момент в историята на тихоокеанския регион (предното е било с магнитуд 6,4 бала).
В резултат на земетресението загинали 8 души, над 100 били ранени, хиляди останали без покрив. Аборигените строят домове с несложни конструкции и поради това болшинството от тези домове били пометени от цунамито.

## Икономика
Равнината върху тясната крайбрежна ивица предлага идеални условия за селско стопанство. Главната индустрия на острова е приготвянето на кави – опияняваща напитка употребявана в южните части на тихоокеанския регион. Гостите на острова могат да наблюдават на начина на добиване на „кави“ и какао в района Мелсиси.

## Население
Населението на острова наброява около 12 хил. души. Подобно на жителите на остров Ероманга и тези на Пентекост не са забравили обичаите си и ревностно пазят своите традиции. Макар че на север населението изповядва християнството, на юг все още се тачат древните вярвания на предците.

## Култура
Визитна картичка на острова са знаменитите ритуални скокове „н'гол“, които са едни от най-заинтригуващите древни ритуали в тихоокеанския регион. Всяка година в строго определени дни (обичайно през април-май), жителите на едно от племената строят платформа върху най-високото дърво в околността или специално изграждат кули от бамбукови стъбла с височина до 35 м. От тази платформа младите островитяни извършват главозамайващ скок с привързани към краката си тънки въжета, сплетени от местни лиани.
Като мярка за смелостта на младия човек се смята височината от която скача и разстоянието на което се намира от земята, когато увисне с главата надолу, при това задължително условие е докосването ѝ по време на скока.
Така младежите доказват своята зрялост и правото да се наричат мъже. Често от по-ниските етажи на платформата скачат и деца около 10 години, което предизвиква гордост у майките им.
Скачането от платформата може да доведе до сериозни травми и дори смърт. Единственият документиран и заснет от камера смъртен случай е при посещението на кралица Елизабет през 1974, когато островът все още е бил владение на Великобритания и Франция. Тя става свидетел на скъсване на лианите, при което скачащият мъж си счупва гръбнака и умира. Не е известно дали е имало още нещастни случаи в миналото.
Този ритуал се изпълнява в памет на войните Тамале, паднали в жертва на хитростта на своите жени. Главната му цел обаче е молба до бога на плодородието – съгласно местната традиция при стълкновението със земята при подходящата траектория, мъжете я оплодотворяват и така получават милостта на боговете. Тези скокове са предшественици на бънджи скоковете.
Към древните обичаи се отнасят и „пясъчните рисунки“, които могат да се видят освен на Пентекост и на островите Амбрим, Амбае и Маево. Счита се, че до пристигането на европейците островитяните не са притежавали писменост, но са били овладели основите на графиката. Тази уникална форма на изкуство демонстрира удивителна отчетеност на стила и изпълнението - съгласно каноните е необходимо изобразяването върху пясъчния плаж да стане чрез взаимосвързани рисунки, като при това нито веднъж в процеса на изпълнение рисуващият да не се откъсне пръстта си от пясъка. Много учени смятат „пясъчните рисунки“ за отглас на древната йероглифна пламенност на праазиадските племена поради общите черти с аналогични обичаи на майорите от Нова Зеландия, с рисунките в платото Наска и даже писмеността на индианските племена с Северна Америка.

## Снимки
1. ↑  Ритуални скокове "н'гол"